# Малые Токташи
Ма́лые Токта́ши (чув. Кӗҫӗн Тукташ) — деревня в Аликовском муниципальном округе Чувашской Республики. Входила в состав Раскильдинского сельского поселения до его упразднения в 2022 году.

## География
Малые Токташи расположены юго-западнее административного центра Аликовского района на 11 км. Рядом с деревней протекает речка Хирлеп.

### Климат
Климат умеренно континентальный с продолжительной холодной зимой и тёплым летом. Средняя температура января −12,9 °C, июля 18,3 °C, абсолютный минимум достигал −44 °C, абсолютный максимум 37 °C. За год в среднем выпадает до 552 мм осадков.

## Население
| 2010 | 2012 |
| ---- | ---- |
| 47   | ↗53  |

## История
До 7 августа 1920 года деревня входила Атикассинскую волость, Курмышского уезда, затем, в Атикассинскую волость Ядринского уезда.
С 1917 по 1927 годы входила в Аликовскую волость Ядринского уезда. 1 ноября 1927 года вошло в Аликовский район, а 20 декабря 1962 года включено в Шумерлинский район. С 14 марта 1965 года — снова в Аликовском.

## Люди, связанные с Малыми Токташами
- Петров Фёдор Иванович — кавалер ордена Красного Знамени.